# Jacqueline Lemaire
Jacqueline Lemaire est une actrice française connue notamment pour les films L'Amour d'une femme, Les carottes sont cuites et le court métrage Mon chien.

## Filmographie

### Cinéma
- 1951 : Trafic sur les dunes de Jean Gourguet[2]
- 1953 : L'Amour d'une femme de Jean Grémillon
- 1955 : Mon chien de Georges Franju (cm)
- 1956 : Les carottes sont cuites de Robert Vernay

### Télévision

#### Téléfilms
- 1954 : Maison de poupée de Claude Loursais
- 1958 : Tous les jours fête de René Lucot

#### Séries télévisées
- 1957 : La caméra explore le temps
- 1958 : En votre âme et conscience :  Les Traditions du moment ou l'Affaire Fualdès de Claude Barma